# San Miguel Tlacotepec (kommun)
San Miguel Tlacotepec är en kommun i Mexiko.   Den ligger i delstaten Oaxaca, i den sydöstra delen av landet, 250 km sydost om huvudstaden Mexico City.
Följande samhällen finns i San Miguel Tlacotepec:
- San Miguel Tlacotepec
- San Martín Sabinillo
- Xinitioco
- Guadalupe Nucate